# Bestückungsdruck

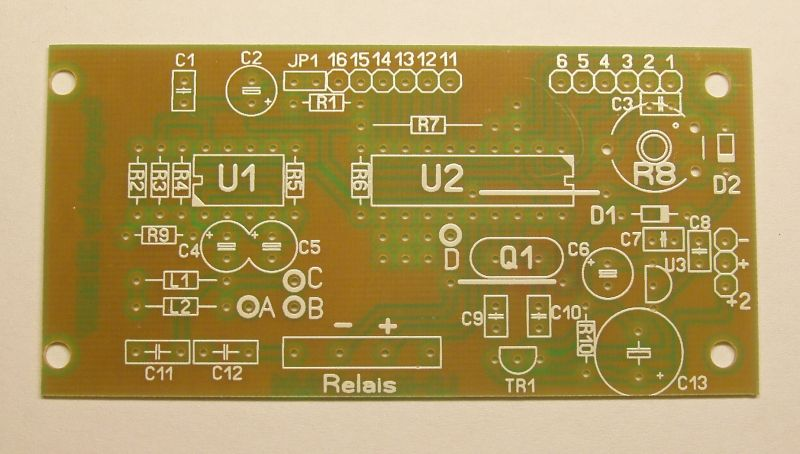
Eine Leiterplatte mit Bestückungsdruck

Beim Bestückungsdruck, auch Bestückungsaufdruck, handelt es sich um eine Beschriftungsmethode von Leiterplatten. 
Der Bestückungsdruck wird üblicherweise im Siebdruck aufgebracht. Für Prototypen und Kleinserien existieren jedoch auch Methoden, welche dem Tintenstrahldruck ähnlich sind. Normalerweise werden die Umrisse der Bauelemente aufgedruckt, um das manuelle Bestücken zu erleichtern und so Fehler zu vermeiden. Oft werden die einzelnen Bauteile auch durchnummeriert, um diese, z. B. bei folgenden Reparaturarbeiten, mit Hilfe des Schaltplanes finden zu können. Als Farbe sind Weiß und Gelb am verbreitetsten, prinzipiell sind jedoch auch andere Farben denkbar.

Bei Leiterplatten, welche vollautomatisch von Bestückungsautomaten bestückt werden, ist für die Fertigung kein Bestückungdruck nötig.
Ein Bestückungsdruck wird jedoch bei komplexen Leiterplatten dennoch manchmal aufgebracht, um die Positioniergenauigkeit zu erhöhen. Hierbei erfasst ein Kamerasystem den Bestückungsdruck, um bei Bedarf eine entsprechende Positionskorrektur durchzuführen.